# Galil
A Galil (héberül: גליל; jelentése: „Galilea”) az IMI (Israel Military Industries) fejlesztőcsoport által kifejlesztett 5,56 mm-es gépkarabély.

## Története
Az Izraeli Védelmi Erők a hatnapos háborút követő harctéri tapasztalatok alapján, az addig használt belga FN FAL harctéri hiányosságai miatt egy új, minden igényt kielégítő gépkarabély beszerzésébe kezdett. A próbák során támasztott alapfeltétel az volt, hogy megbízhatóság terén az új fegyver az AK-47 szintjén legyen, ami az ellenséges arab csapatoknál kiválóan működött. Izrael az amerikai M16A1-et, az Eugene Stoner által kifejlesztett új karabélyt (Stoner 63), a német HK 33-at és egy izraeli (Uziel Gal tervezte) gépkarabélyt vetett alá  csapatpróbáknak. A Golani Dandár rendkívül kemény, sivatagi körülmények között tesztelte a fegyvereket, a próbák alapján Izrael egy AK-47-hez hasonló karabélyt választott ki sorozatgyártásra.
Az Israel Military Industries által kifejlesztett fegyver végül egy hibrid volt, különböző gyalogsági fegyverek tulajdonságait ötvözte (a tok, zárszerkezet, elsütőszerkezet az AK-47-ről, célzóberendezés a finn RK 62-ről). A fegyvert a vezető tervező Izrael Galili után Galil néven állították hadrendbe 1973-ban. Ukrajnában a Fort fegyvergyár több változatát is gyártja.

## Műszaki jellemzői
|                                                       | Galil AR / ARM                            | Galil AR / ARM             | Galil SAR        | Galil MAR            |
| ----------------------------------------------------- | ----------------------------------------- | -------------------------- | ---------------- | -------------------- |
| Kaliber:                                              | 7,62 × 51mm NATO                          | 5,56 × 45mm NATO           | 5,56 × 45mm NATO | 5,56 × 45mm NATO     |
| Fegyver hossza: (kihajtott / behajtott válltámasszal) | 1050 mm / 810 mm                          | 979 mm / 742 mm            | 840 mm / 614 mm  | 690 mm / 445 mm      |
| Csőhossz:                                             | 535 mm                                    | 460 mm                     | 332 mm           | 195 mm               |
| Tömeg:                                                | 4 kg (kétlábú állvány és hordszíj nélkül) | 3,95 kg (AR) 4,35 kg (ARM) | 3,75 kg          | 2,95 kg              |
| Tárkapacitás:                                         | 25 db                                     | 35 vagy 50 db              | 35 vagy 50 db    | 35 db                |
| Elméleti tűzgyorsaság:                                | 650 lövés/perc                            | 650 lövés/perc             | 650 lövés/perc   | 600 – 750 lövés/perc |
| Csőtorkolati sebesség:                                | 850 m/s                                   | 915 m/s                    | 850 m/s          | 710 m/s              |
| Hatásos lőtávolság:                                   | 500 – 600 m                               | 450 m                      | 300 m            | 150 – 200 m          |

## Típusváltozatok
- Galil AR – alapváltozat

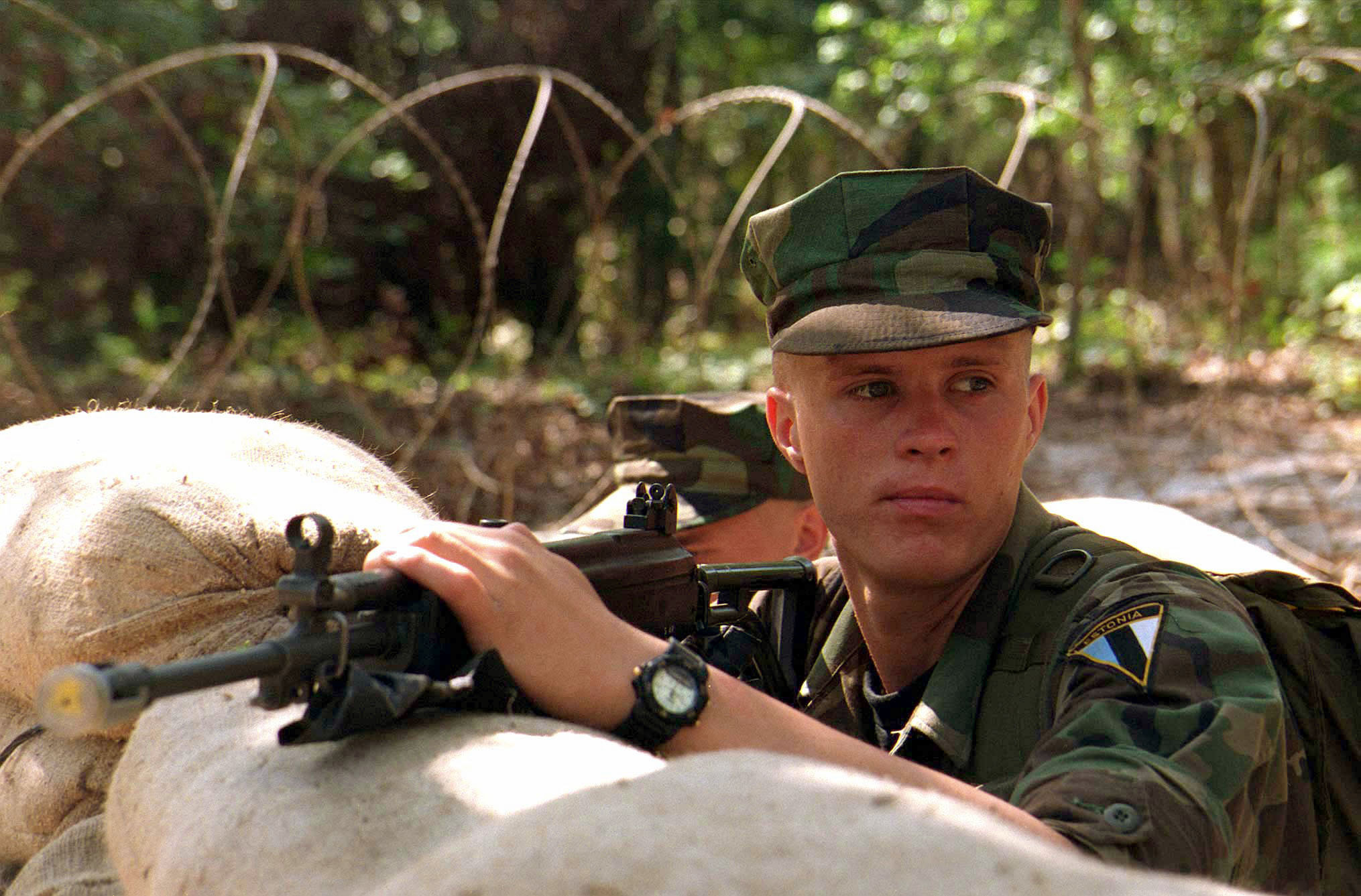
Észt katona Galil AR gépkarabéllyal

- Galil ARM – az alapváltozat kétlábú állvánnyal és hordszíjjal felszerelt változata
- Galil SAR – kétlábú állvány és hordszíj nélküli, rövidebb fegyvercsővel rendelkező változat
- Galil SNR – kétlábú állvánnyal ellátott mesterlövész változat
- Galil MAR – a Galil fegyvercsalád legkisebb tagja, kétlábú állvány és hordszíj nélküli változat

## Rendszeresítő államok
- Chile
- Csád
- Dél-afrikai Köztársaság
- Dzsibuti
- Észtország
- Fülöp-szigetek
- Guatemala
- Indonézia
- Izrael
- Kolumbia
- Mongólia
- Mianmar
- Nepál
- Nicaragua
- Peru
- Portugália
- Thaiföld
- Tonga
- Ukrajna